# Montbizot

Montbizot este o comună în departamentul Sarthe, Franța. În 2009 avea o populație de 1,671 de locuitori.